# Irma Eréndira Sandoval
Irma Eréndira Sandoval Ballesteros (Ciudad de México, 30 de abril de 1972) es una política, académica, politóloga, economista y socióloga mexicana. Fue secretaria de la Función Pública durante la presidencia de Andrés Manuel López Obrador entre 2018 y 2021.

## Biografía
Irma Eréndira nació el 30 de abril de 1972, en Ciudad de México. Hija del político mexicano Pablo Sandoval Ramírez y de Carmen Ballesteros Corona; es hermana de Pablo Amílcar Sandoval. 
Es doctora en Ciencia Política por la Universidad de California en Santa Cruz, licenciada en Economía por la Universidad Nacional Autónoma de México y licenciada en sociología por la Universidad Autónoma Metropolitana. También es maestra en Estudios Latinoamericanos, por la Facultad de Ciencias Políticas y Sociales, y en Ciencia Política, por la Universidad de California. 
Está casada con el politólogo John M. Ackerman.

## Trayectoria
Investigadora de tiempo completo en el Instituto de Investigaciones Sociales de la Universidad Nacional Autónoma de México; pertenece al Sistema Nacional de Investigadores (SNI) desde 2004, alcanzando el nivel III, el más alto rango por trayectoria académica. Asimismo es PRIDE “D” de la UNAM uno de los más altos reconocimientos otorgados a los investigadores pertenecientes a dicha institución.
Fue fundadora y coordinadora del Laboratorio de Documentación y Análisis de la Corrupción y la Transparencia de la UNAM. Experta en temas de Fiscalización, Corrupción, Transparencia, Leyes de Acceso a la Información y Rendición de Cuentas. Ha sido directora de la Revista Quórum y coordinadora de Investigaciones del Instituto de Investigaciones Legislativas de la Cámara de Diputados. Consultora para el Banco Mundial, el Programa de las Naciones Unidas para el Desarrollo (PNUD), el Open Society Institute del magnate liberal George Soros, el Budget Accountability Project, Global Integrity, y la H. Cámara de Diputados de México.
Ha sido profesora y tutora del Posgrado en Ciencias Políticas y Sociales de la UNAM y del Programa de Doctorado en Urbanismo y Ciencias de la Administración de la UNAM. Ha sido profesora de Sciences Po Paris y Sciences Po Poitiers, el Institute des Hautes Études de L 'Amérique Latine (IHEAL), y la American University en Washington D. C. Ha sido investigadora afiliada al Centro para el Estudio de la Ética “Safra”, de la Universidad de Harvard. Recibió la Cátedra "Alfonso Reyes" para México, América Central y el Caribe, otorgada por La Sorbona de París.
Sus textos han sido publicados por el Fondo de Cultura Económica, la Revista Mexicana de Sociología, la revista Perfiles Latinoamericanos, el Instituto de Investigaciones Sociales de la UNAM, el Instituto de Investigaciones Jurídicas de la UNAM, la revista Quórum, el Instituto de Acceso a la Información Pública del Distrito Federal, The Administrative Law Review y el Instituto Federal de Acceso a la Información Pública (IFAI), entre otros. 
Propuso con Proceso el acceso público a las boletas electorales en la elección presidencial de 2006 en México. En 2007 y 2008 fue propuesta para formar parte del Consejo General del IFE, apoyada por diversas organizaciones no gubernamentales así como académicos, intelectuales y miembros de la sociedad civil. Forma parte del Comité Conciudadano para la Reforma Electoral.
Es autora de Asociaciones Público Privadas y Poderes Fácticos (2015); Crisis, rentismo, e intervencionismo neoliberal en la banca: México (1982-1999) (2011), coordinadora de la obra Corrupción y transparencia: Debatiendo las fronteras entre Estado, mercado y sociedad (2009).
En su última obra "Corrupción estructural: La teoría del doble fraude y las raíces de la impunidad en México"(2024) plantea bajo un enfoque de la corrupción estructural el doble fraude que existe entre la corrupción político - electoral y la corrupción financiera - estructural.

## Vida personal
El 20 de abril de 2020 Sandoval contrajo COVID-19, lo cual fue informado por la oficina de comunicación de la Secretaría de la Función Pública el 28 de abril. Ese mismo día, la funcionaría comunicó en su cuenta de Twitter: "Yo estoy muy bien, acatando las recomendaciones médicas. La fase 3 no es un juego. Hagan caso a las autoridades sanitarias y aléjense del virus de la desinformación. ¡Cuídense mucho y #QuédateEnCasa!".

## Publicaciones
- “Crisis, rentismo, e intervencionismo neoliberal en la banca: México (1982-1999)”, Centro de Estudios Espinosa Yglesias, 2011.[5][6][7][8]
- Corrupción y Transparencia: Debatiendo las Fronteras entre Estado, Mercado y Sociedad, Instituto de Investigaciones Sociales, Siglo XXI Editores, 2009.[9]
- “Opacidad en el Manejo de Recursos Públicos: el caso de los Fondos y Fideicomisos” en Jonathan Fox, et.al (Coords.) Derecho a Saber: Balance y Perspectivas Cívicas, Fundar, Centro de Análisis e Investigación - Woodrow Wilson International Center for Scholars, junio de 2007. Págs. 203-210.
- “Rendición de Cuentas y Fideicomisos: el Reto de la Opacidad Financiera”, Auditoría Superior de la Federación, Serie Cultura de la Rendición de Cuentas, No. 10, octubre de 2007
- “Economía Política del Neoliberalismo: Ideas, Intereses y Reversibilidad”, Revista Argumentos, Estudios Críticos de la Sociedad Número 54 (mayo-agosto) División de Ciencias Sociales y Humanidades, UAM-Xochimilco, 2007, ISSN 0178-5796, Págs. 127-149.
- “Hacia un enfoque “estratégico–relacional” del Estado: Más allá del Nuevo Institucionalismo” (enlace roto disponible en Internet Archive; véase el historial, la primera versión y la última)., Perfiles Latinoamericanos, Facultad Latinoamericana de Ciencias Sociales (FLACSO), 2004.
- “Transparencia y Control Ciudadano: Comparativo de Grandes Ciudades”, Ensayos para la transparencia de la Ciudad de México, Instituto de Acceso a la Información Pública del Distrito Federal (INFODF), 2008.
- “Leyes de Acceso a la Información en las grandes metrópolis internacionales” en Salvador Guerrero (Coord.) Claroscuros de la Transparencia en el Distrito Federal Horizontes en el Escrutinio de la Gestión Pública, Instituto de Acceso a la Información Pública del Distrito Federal y Comisión de Derechos Humanos del Distrito Federal, diciembre de 2006. Págs. 131-142.
- “Leyes de Acceso a la Información Pública en el Mundo” (enlace roto disponible en Internet Archive; véase el historial, la primera versión y la última)., Instituto Federal de Acceso a la Información Pública Gubernamental, Serie Editorial Cuadernos de Transparencia, 2005.
- “Nuevos Retos para la Auditoría Superior de la Federación” (enlace roto disponible en Internet Archive; véase el historial, la primera versión y la última)., Instituto de Investigaciones Jurídicas, UNAM, 2009.

## Premios
En 2009 fue galardonada con el Premio Manuel Espinosa Yglesias, por el trabajo “Dinámicas políticas de la liberalización financiera: Crisis, rentismo e ‘intervencionismo neoliberal’”.